# Todd McCarthy
Todd McCarthy (Evanston, 16 de febrero de 1950) es un crítico de cine y escritor estadounidense. Escribió para Variety durante 31 años como crítico de cine principal hasta 2010. En octubre de ese año se incorporó a The Hollywood Reporter, donde posteriormente se desempeñó como crítico de cine jefe hasta 2020. Posteriormente, McCarthy comenzó a escribir regularmente para Deadline Hollywood en 2020.

## Primeros años de vida
Todd McCarthy nació en Evanston, Illinois, hijo de Daniel y Barbara McCarthy. Su madre era violonchelista y se desempeñó como presidenta de la Orquesta Sinfónica de Evanston. Su padre era ganadero y promotor inmobiliario. McCarthy se graduó de Evanston Township High School (ETHS) en 1968 y de la Universidad Stanford en 1972. Mientras estaba en ETHS, hizo una película muda y sin trama en Super-8 titulada Mimi en honor al apodo de su compañera de clase destacada que más tarde se hizo conocida como Claudia Jennings. En la universidad, McCarthy fue contratado como crítico en la redacción del periódico del campus. Su primera crítica fue positiva para la película franco-italiana Belle de jour (1967). Lo escribió a la edad de 18 años.

## Carrera
McCarthy editó Kings of Bs: Working Within the Hollywood System con Charles Flynn, un libro que analiza a los grandes cineastas de cine B, que se publicó en 1975. Se mudó a Los Ángeles y de 1974 a 1975 trabajó para Paramount Pictures como asistente de Elaine May. La ayudó a editar La traición de Mikey (1976). De 1975 a 1977, McCarthy trabajó para New World Pictures en Los Ángeles como director de publicidad y publicidad. También se unió a The Hollywood Reporter como crítico de cine en 1975, pero lo despidieron un año después. McCarthy fue más tarde director de la edición en inglés de Le Film français en 1977. Al año siguiente, consiguió un trabajo como editor de Hollywood para Film Comment.
McCarthy se unió al Daily Variety en 1979 y trabajó como reportero y crítico de cine hasta 1989. En 1990, McCarthy escribió el documental de PBS Preston Sturges: The Rise and Fall of an American Dreamer, que le valió un premio Emmy. Dirigió cuatro documentales sobre cine: Visions of Light (1992), Claudia Jennings (1995), Forever Hollywood (1999) y Man of Cinema: Pierre Rissient (2007).  Visions of Light fue nombrado Mejor Documental del Año por la National Society of Film Critics y el New York Film Critics Circle Awards. Forever Hollywood se ha presentado en el Grauman's Egyptian Theatre durante más de una década.
En 1991 se incorporó a Variety como editor de reseñas de películas de Variety y Daily Variety. Escribió sobre el productor y director Howard Hawks en su libro Howard Hawks: The Grey Fox of Hollywood, que se publicó en 2000. En 2007 escribió Fast Women: The Legendary Ladies of Racing. McCarthy también escribió Des Ovnis, des Monstres et du Sexe: Le Cinéma Selon Roger Corman (2011).
McCarthy perdió su trabajo en Variety en marzo de 2010,  habiendo sido el miembro de su personal con más años de servicio. McCarthy comenzó a escribir para IndieWire después de dejar Variety. Fue recontratado por The Hollywood Reporter en octubre de 2010 como crítico de cine jefe bajo la dirección de Janice Min. Escribió la introducción a la edición de 2013 del libro del director de fotografía John Alton Painting with Light. McCarthy perdió su trabajo en The Hollywood Reporter en abril de 2020. Posteriormente, McCarthy comenzó a escribir regularmente para Deadline Hollywood a finales de 2020.

## Vida personal
A los 43 años, McCarthy se casó con la documentalista Sasha Alpert el 4 de julio de 1993 en el rancho de su familia en Pagosa Springs, Colorado.